# Angiomixoma aggressivo
L'angiomixoma aggressivo è un mixoma localizzato a livello dei vasi sanguigni.

## Storia
È stato descritto la prima volta nel 1983 seppure il termine "angiomixoma" ricorra da almeno il 1952.

## Localizzazione
Può essere localizzato alla vulva e ad altre parti della pelvi.

## Anatomia patologica
È caratterizzato da una matrice mixomatosa con cellule fusate e stellate nel cui contesto si riconoscono vasi di varie dimensioni, da medi a grandi, con ialinosi perivasale.

## Diagnosi differenziale
Agevole la diagnosi differenziale con altri mixomi per la presenza dei vasi e della ialinosi. A volte sono presenti dei nuclei di lipociti intrappolati.